# 在巴尔干的繁星下
《在巴尔干的繁星下》（俄语：Под Звездами Балканскими）是一首1944年的苏联歌曲，由米·伊萨柯夫斯基作词，玛·布朗介尔作曲。歌曲创作时已是二战后期，苏联红军已经解放了苏联全境，并越出国境向西挺进。歌曲反映的是的当时在保加利亚作战的苏联军人的心境。1946年获斯大林文艺二等奖。